# Seoni (distrikt)
Seonī är ett distrikt i Indien.   Det ligger i delstaten Madhya Pradesh, i den centrala delen av landet, 700 km söder om huvudstaden New Delhi. Antalet invånare är 1 379 131.
Följande samhällen finns i Seonī:
- Seoni
- Lakhnādon
- Pātan
- Barghāt
- Ghansor